# BMW N13
Der BMW N13 ist eine Ottomotor-Baureihe des Automobilherstellers BMW mit vier Zylindern in Reihenanordnung und Turboaufladung.
Die Motorengeneration wurde 2011 vorgestellt. Premiere feierte sie im BMW 116i/118i als Ersatz für den bisher verbauten Benzindirekteinspritzer N43 und kam sukzessive auch in anderen Baureihen zum Einsatz. Die Grundlage des N13 ist der Prince-Motor, der gemeinsam von BMW und Groupe PSA entwickelt und auch im Mini eingesetzt wurde. Im Unterschied zum vorherigen 1,6-l-Prince-Motor konnte der N13 nun auch in Längsrichtung montiert werden. Da beim Querverbau im Mini/PSA die kraftabgebende Seite in Fahrtrichtung links und die Abgasseite vorn ist, liegt die Abgasseite im Längsverbau zum ersten Mal bei einem BMW Fahrzeug auf der linken Seite. Der N13 wurde vom Hersteller als ein weiterer Schritt im Efficient-Dynamics-Programm vorgestellt.
Mit dem N20 teilt sich der Motor wesentliche Technologie-Merkmale, darunter die Turboaufladung, HighPrecision Injection, Valvetronic und Doppel-VANOS. Das zweiteilige Kurbelgehäuse besteht aus Aluminium-Druckguss.
Im Mai 2012 wurde der N13 in einer neuen Ausbaustufe mit 75 kW als Einstiegsmodell für den BMW 114i, und in der 100-kW-Variante im BMW 316i vorgestellt. 
Seit Sommer 2016 wurde der Motor durch B38 und B48 ersetzt.

## Daten
| Motortyp | Hubraum          | Bohrung × Hub   | Leistung bei 1/min            | Drehmoment bei 1/min | Verdichtung | Bauzeit      |
| -------- | ---------------- | --------------- | ----------------------------- | -------------------- | ----------- | ------------ |
| N13B16   | 1,6 L (1598 cm3) | 77 mm × 85,8 mm | 75 kW (102 PS) bei 4000–6450  | 180 Nm bei 1100–3900 | 10,5:1      | seit 09/2012 |
| N13B16   | 1,6 L (1598 cm3) | 77 mm × 85,8 mm | 100 kW (136 PS) bei 4400–6450 | 220 Nm bei 1350–4300 | 10,5:1      | seit 09/2011 |
| N13B16   | 1,6 L (1598 cm3) | 77 mm × 85,8 mm | 125 kW (170 PS) bei 4800–6450 | 250 Nm bei 1500–4500 | 10,5:1      | seit 09/2011 |
| N13B16   | 1,6 L (1598 cm3) | 77 mm × 85,8 mm | 130 kW (177 PS) bei 4800–6450 | 250 Nm bei 1500–4500 | 10,5:1      | seit 03/2015 |

## Verwendung
N13B16K0 (102 PS)
- BMW 114i (F20), 07/2012 bis 03/2015

N13B16U0 (136 PS)
- BMW 116i (F20), 09/2011 bis 03/2015
- BMW 118i (F20 LCI), seit 03/2015
- BMW 316i (F30), seit 11/2012

N13B16M0 (170 PS)
- BMW 118i (F20), 09/2011 bis 03/2015
- BMW 320i EfficientDynamics Edition (F30), seit 11/2012

N13B16M0 (177 PS)
- BMW 120i (F20 LCI), seit 03/2015 bis etwa 07/2016[3]